# Bosques de pino-encino del Eje Neovolcánico Mexicano
Los Bosques de pino-encino del Eje Neovolcánico Mexicano son bosques subtropicales de coníferas que conforman una ecorregión en el Eje Volcánico Transversal del centro de México.

## Localización

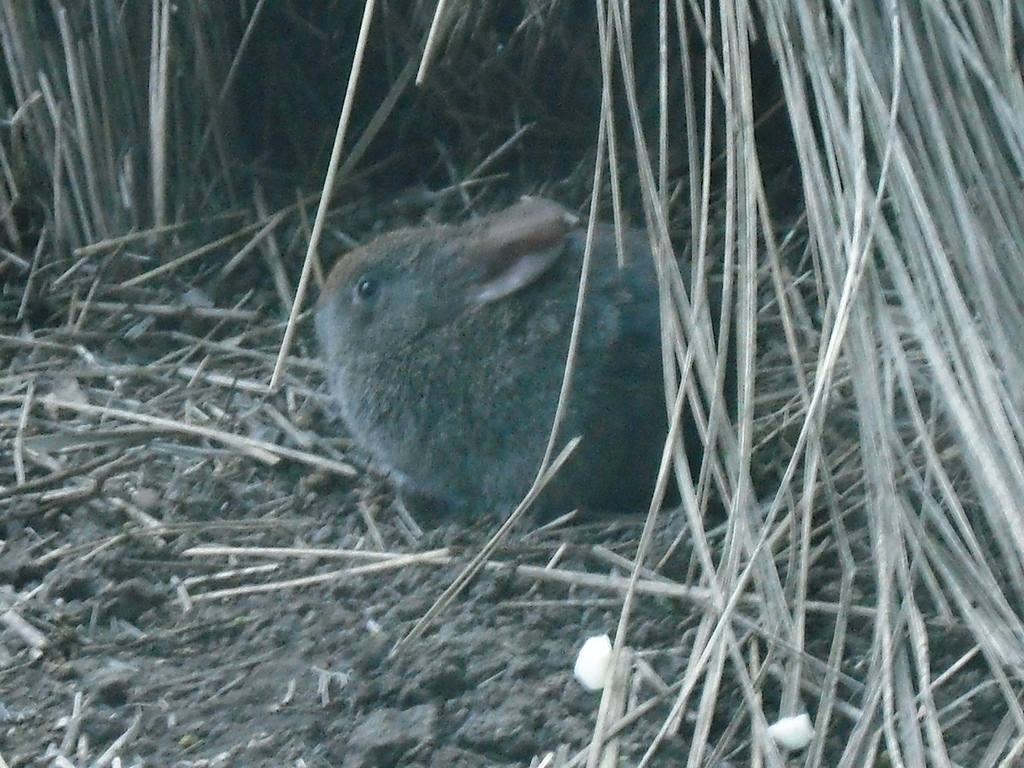
El conejo de Volcán habita la región

Los Bosques de pino-encino del Eje Neovolcánico Mexicano ocupan una área de 92 503 kilómetros cuadrados, desde el estado de Jalisco en el oeste hasta Veracruz en el este.
Los bosques de pino y encino están rodeados por bosques secos tropicales en elevaciones más bajas hacia el oeste, noroeste y sur; los bosques secos de Jalisco al oeste y suroeste; los bosques secos del Balsas al sur en la cuenca del Río Balsas, y los bosques secos del Bajío al noroeste en la cuenca del río Grande de Santiago y el bajo río Lerma. El Matorral central mexicano se encuentra al norte de la cordillera en las cuencas altas de la Meseta, incluyendo al Valle de México y los tramos superiores del Lerma alrededor de Toluca. El matorral del Valle de Tehuacán se encuentra en su sombra de lluvia al sureste, en los estados de Puebla y Tlaxcala. Al este, los bosques montanos y húmedos de Veracruz y los bosques montanos de Oaxaca son la transición entre los bosques de pino-encino y los bosques tropicales de tierras bajas a lo largo del Golfo de México.
Se pueden encontrar bolsas de praderas y matorrales de montaña entre los bosques de pino y encino, y constituyen una ecorregión separada, el Zacatonal.

## Flora
Las principales comunidades de plantas son los bosques de pinos, bosques de pinos y robles, bosques de robles, bosques de pinos y cedros y bosques de pinos y abetos. Las comunidades de plantas varían con la elevación y la precipitación.
Los pinares se encuentran generalmente entre los 2275 y los 2600 m. Los bosques de pino y encino se encuentran entre los 2470 y los 2600 m. Los bosques de pinos y cedros se pueden encontrar por encima de los 2700 m. Los bosques de pinos y abetos se encuentran por encima de los 3000 m.
En los pinares generalmente predomina el pino moctezuma (Pinus montezumae), mientras que el pino lacio (Pinus pseudostrobus) predomina en las zonas más húmedas, y el ocote blanco (Pinus hartwegii) y teocote (Pinus teocote) en las zonas secas con suelos poco profundos.
Los bosques de pino-abetal están compuestos casi en su totalidad por ocote blanco (Pinus hartwegii) y oyamel (Abies religiosa).

## Fauna
La chara transvolcánica (Aphelocoma ultramarina), el gorrión serrano (Xenospiza baileyi) y el rascador cejas verdes (Atlapetes virenticeps) son especies casi endémicas, limitadas a los bosques de pino-encino de la Cordillera Transvolcánica y el sur de la Sierra Madre Occidental. Otros pájaros nativos incluyen el búho cornudo americano (Bubo virginianus), la codorniz coluda (Dendrortyx macroura), codorniz cotuí (Colinus virginianus), codorniz de Moctezuma (Cyrtonyx montezumae), codorniz rayada (Philortx fasciatus), la paloma montaraz común (Leptotila verreauxi) y la matraca barrada (Campylorhynchus megalopterus).
El zacatuche o teporingo (Romerolagus diazi) y el ratón de volcán mexicano (Neotomodon alstoni) son endémicos a la región.

### Mariposas monarca

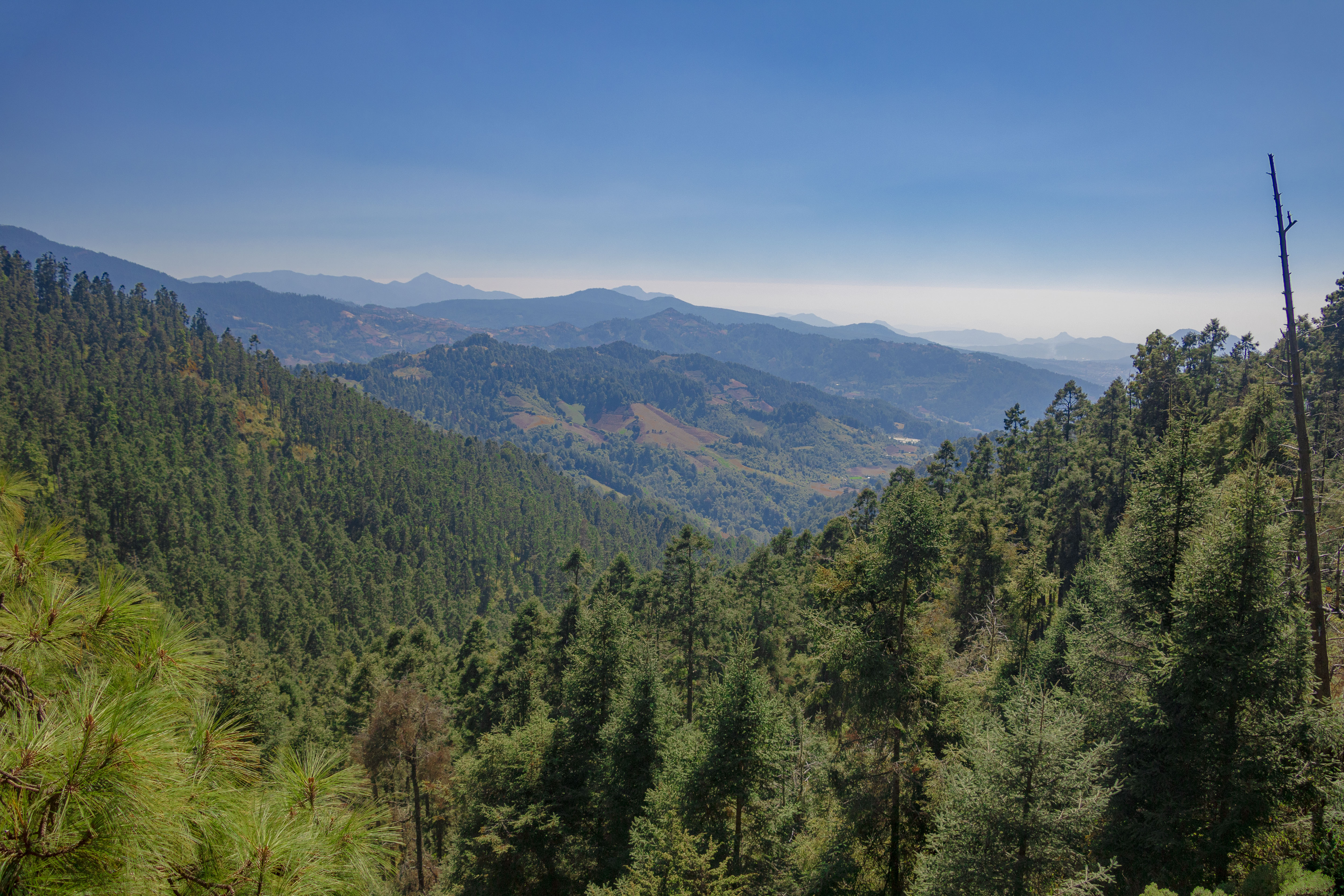
Reserva de la Biosfera de la Mariposa Monarca

Los bosques de pino y encino del este de Michoacán y el oeste del estado de México son el hábitat invernal de las mariposas monarca (Danaus plexippus), que migran desde las regiones templadas de América del Norte al este de las Montañas Rocosas. La Reserva de la Biosfera de la Mariposa Monarca se encuentra dentro de este hábitat.
El 17.85% de la ecorregión se encuentra en áreas protegidas. Las áreas protegidas incluyen:
- Parque nacional Barranca del Cupatitzio
- Parque nacional Bosencheve
- Parque nacional Cañón del Río Blanco
- Parque nacional Cerro de Garnica
- Corredor Biológico Chichinautzin
- Área de Protección de Flora y Fauna Ciénegas del Lerma
- Parque nacional Cofre de Perote (Nauhcampatépetl)
- Parque nacional Cumbres del Ajusco
- Parque nacional Desierto del Carmen (Nixcongo)
- Parque nacional Desierto de los Leones
- Parque nacional Fuentes Brotantes de Tlalpan
- Parque nacional Gogorrón
- Parque nacional Insurgente Miguel Hidalgo y Costilla
- Parque nacional Insurgente José María Morelos
- Parque nacional Iztaccíhuatl-Popocatépetl
- Zona de Refugio de Flora y Fauna Silvestre «El Jabalí»
- Parque nacional Lagunas de Zempoala
- Parque nacional Lomas de Padierna
- Parque nacional Los Remedios
- Parque nacional La Malinche (Matlalcuéyatl)
- Reserva de la Biosfera de la Mariposa Monarca
- Área de Protección de Flora y Fauna Nevado de Toluca
- Parque nacional Pico de Orizaba
- Área de Protección de Flora y Fauna Pico de Tancítaro
- Área de Protección de Flora y Fauna La Primavera
- Parque nacional Rayón
- Parque nacional Sacromonte
- Reserva de la Biósfera Sierra de Huautla
- Reserva de la Biósfera Sierra de Manantlán
- Área de Protección de Flora y Fauna Sierra de Quila
- Reserva de la Biósfera Sierra de Vallejo
- Parque nacional El Tepozteco
- Parque nacional Nevado de Colima
- Parque nacional Xicoténcatl
- Área de Protección de Recursos Naturales Cuencas de los Ríos Valle de Bravo, Malacatepec, Tilostoc y Temascaltepec